# ОШ „Др Арчибалд Рајс” Београд
Основна школа „Др Арчибалд Рајс“ се налази у београдском насељу Карабурма, у улици Патриса Лумумбе бр 5.

## Историјат
Школа је основана 1962. године под именом „Стјепан Стево Филиповић“, по Стјепану Стеви Филиповићу (1916—1942), партизанском борцу и народном хероју. Ово име носила је до 1. септембра 2003. године када је преименована у „Др Арчибалд Рајс“ по Арчибалду Рајсу (1875—1929), швајцарски форензичару и публицисти, који се стакао на истраживању злочина над српским становништвом у време Првог светског рата. 
Први директор школе би је Тихомир Николић, а прве школске године уписано је 1.480 ученика у 45 одељења. Један број ученика тада је прешао из оближње основне школе „Јован Поповић“, како би се растеретила та школа која је радила у три смене. Школа се од првог дана суочавала са недостатком простора, због чега се радило у три смене. Међутим, након неколико година долази до постепеног смањења ученика због отварања нових школа на Карабурми. Данас је директор Албина Холод.